# Fockmast
Als Fockmast oder Vormast bezeichnet man bei Segelschiffen einen bestimmten Mast:
- Bei Schonern (Zweimaster, bei denen der achtere (hintere) Mast höher ist als der vordere oder beide gleich hoch sind) den vorderen Mast, wobei auch die Bezeichnung Schonermast üblich ist.
- Bei Schiffen mit drei oder mehr Masten den vordersten, unabhängig davon, welcher der Masten am höchsten ist.

## Aufbau eines Fockmastes
Der Fockmast großer, traditioneller Segelschiffe besteht üblicherweise nicht aus einem einzigen Stück, sondern ist in bis zu vier Teile unterteilt (von unten nach oben):
- Vor-Untermast
- Vor-Marsstenge
- Vor-Bramstenge
- Fock-Flaggenkopp.

Die am Fockmast gefahrenen Segel heißen dementsprechend (von unten nach oben):
- Fock
- Voruntermarssegel
- Vorobermarssegel
- Vorunterbramsegel
- Voroberbramsegel
- Vorroyalsegel
- Vorskysegel (sehr selten)
- Vormoonsegel (noch seltener).

Die Rahen (von unten nach oben):
- Vorrah oder Vorunterrah
- Voruntermarsrah
- Vorobermarsrah
- Vorunterbramrah
- Voroberbramrah
- Vorroyalrah
- Vorskyrah (sehr selten)
- Vormoonrah (noch seltener)

## Geschichte

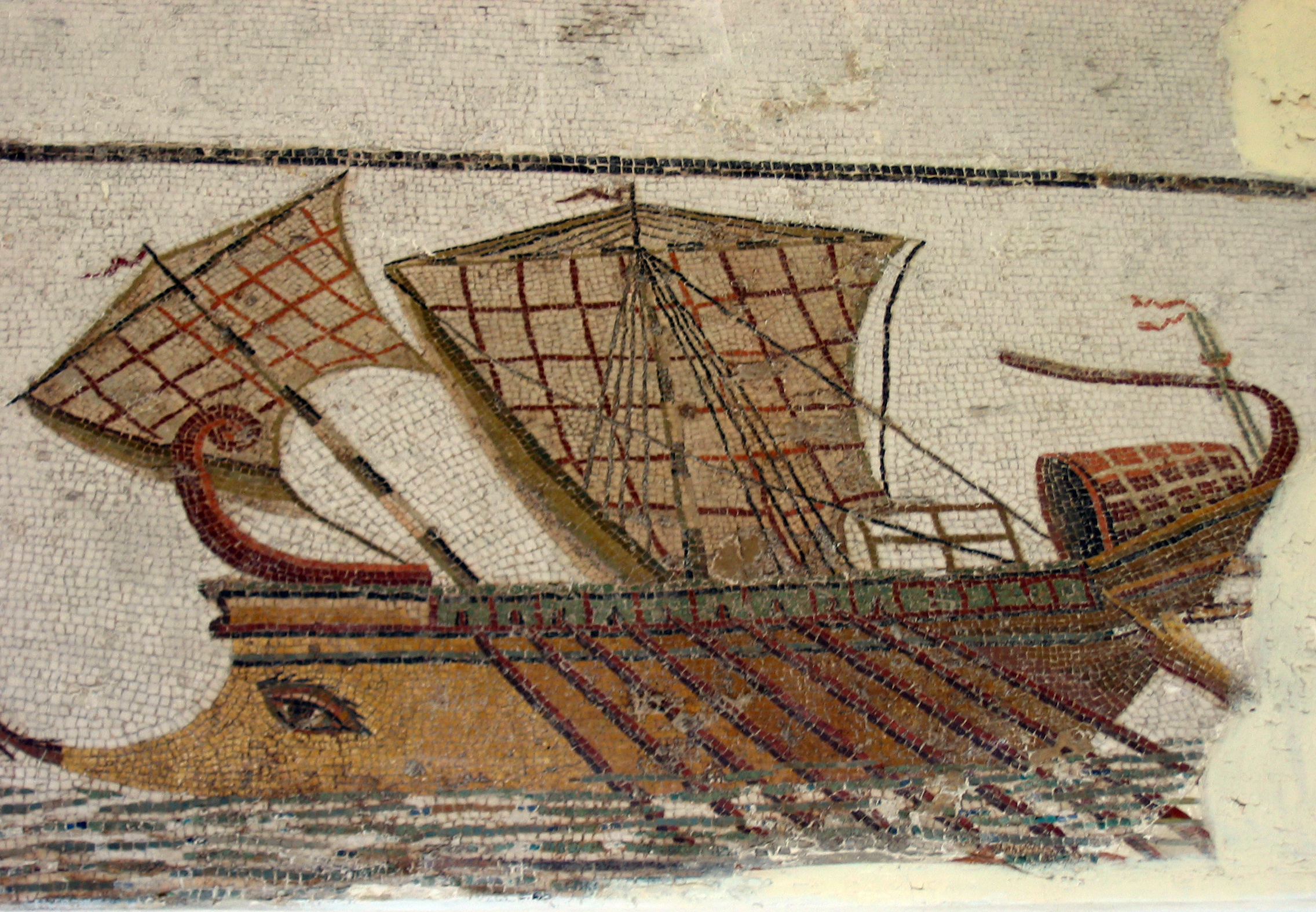
Römische Triere mit stark geneigtem Fockmast

Jahrtausendelang befuhren Segelschiffe im Altertum offene und Binnengewässer mit einem einzigen Mast, dem Großmast. Mit der Einführung des Fock- oder Vormasts, im vorderen Bereich des Schiffs zwischen Mittschiffs und Bug aufgestellt, war der Typus des mehrmastigen Schiffs geboren. Dieses ermöglichte eine Vergrößerung der Segelfläche, was der Fahrtgeschwindigkeit wie den Segeleigenschaften zugutekam.
Zweimaster wurden nachweislich erstmals im nördlichen Mittelmeerraum eingesetzt: Das älteste Beispiel findet sich auf einer etruskischen Pyxis aus Caere (Italien) aus der Mitte des 7. Jahrhunderts v. Chr. abgebildet. Das Gefäß zeigt ein Kriegsschiff mit gerefftem Großsegel, wie es eine gegnerische Galeere unter Einsatz eines Focksegels attackiert. Ein großes Focksegel an einem nahezu senkrechten Fockmast wird in einer etruskischen Grabmalerei von 475 bis 450 v. Chr. wiedergegeben. Ein artemon (so eines der griechischen Worte für den Fockmast, neben dolon und Akateios histos), das an die Größe des Hauptmasts heranreicht, ziert einen korinthischen Krater aus dem späten 6. Jahrhundert v. Chr., aber gemeinhin begnügten sich bis ins 4. Jahrhundert v. Chr. griechische Langschiffe mit dem Großmast.
Auf römischen Ruderschiffen, wo das Vorsegel recht häufig zu finden ist, wurde der Mast typischerweise in einem Winkel von ungefähr 45° über den Bug geneigt, wodurch er dem späteren Bugspriet ähnelte; das kleine Rahsegel scheint weniger zum Vortrieb denn als Steuerhilfe aufgezogen worden zu sein. Obgleich Bildzeugnisse unsere wichtigste Quelle darstellen, kann der Nachweis von Fockmasten auch archäologisch durch Mastspuren erbracht werden, die sich für einen Großmast zu dicht am Bug befinden. Auf römischen Hochseeschiffen entwickelte sich der Vormast mit dem Großmast zusammen zur Standard-Takelage, die auf den größten Frachtschiffen noch um einen Besanmast ergänzt wurde.

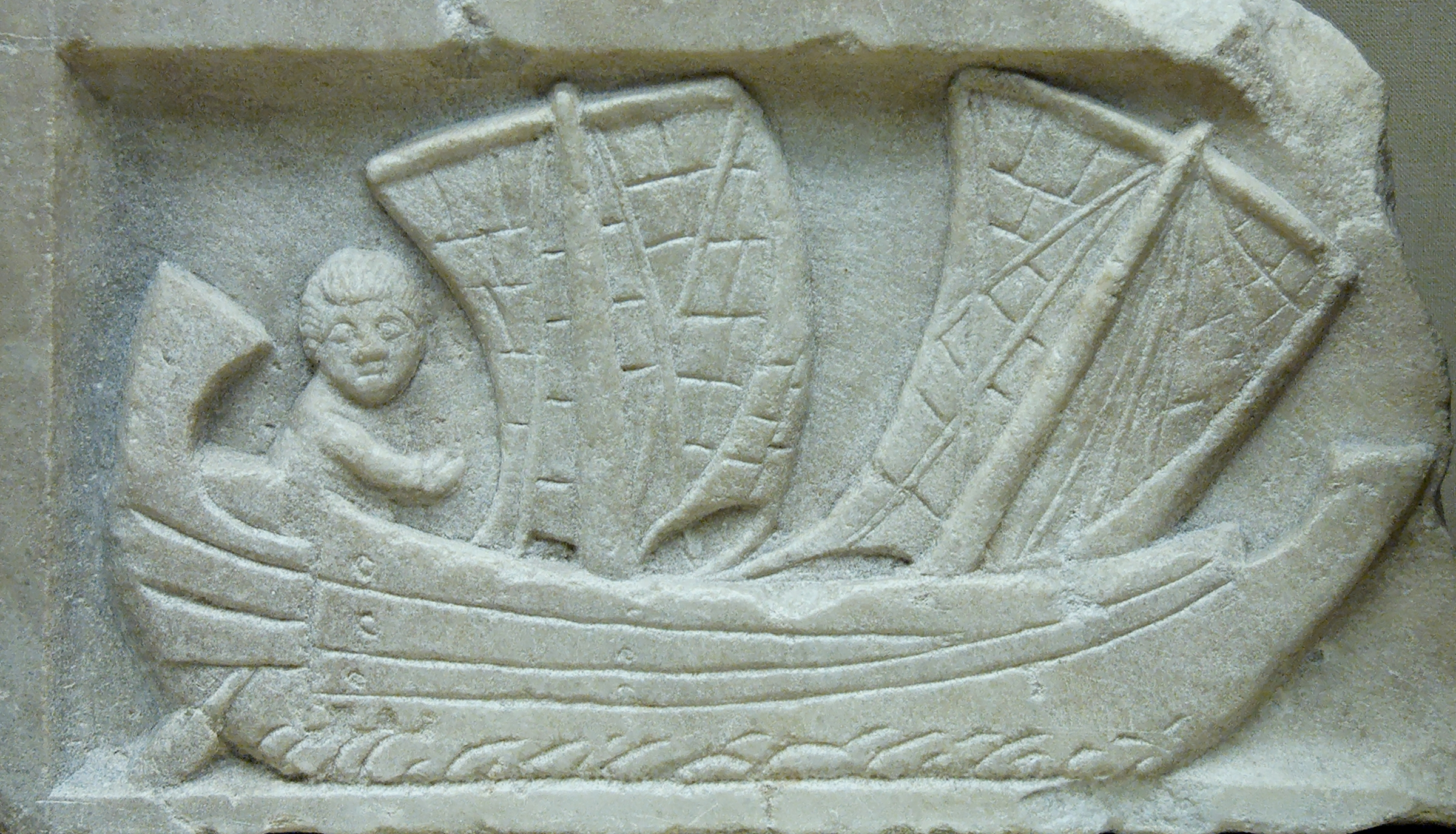
Römischer Frachter mit schrägem Fock- und vertikalem Großmast

Die gesamte Antike hindurch blieb die Höhe des Fockmasts wie auch des Besanmasts deutlich hinter der des Großmasts zurück, war aber immerhin noch groß genug, um sämtliches laufende Gut zur Funktion zu benötigen. In der Spätantike verlor der Vormast den Großteil seiner Neigung und ragte auf einigen Schiffen fast senkrecht in die Höhe.
Bis zum Anbruch des Frühmittelalters durchlief die Takelung in der mediterranen Schifffahrt einen tiefgreifenden Wandel: das Lateinsegel, das ursprünglich auf kleineren griechisch-römischen Wasserfahrzeugen verwendet wurde, trat an die Stelle des antiken Rahsegels, das bis zum 14. Jahrhundert fast völlig von der Bildfläche verschwand (während es auf nordischen Seglern vorherrschend blieb). Die Dromone, die lateingetakelte Hauptkampfgaleere der byzantinischen Marine, besaß sehr wahrscheinlich zwei Masten, einen größeren Vormast und einen mittschiffs. Die Länge des Vormasts wird auf ungefähr 12 Meter geschätzt, etwas geringer als die zeitgenössischer sizilianischer Kriegsgaleeren.
Mehrmastige Segler tauchten im Spätmittelalter wieder im Mittelmeer auf. Die Schiffsgrößen nahmen stetig zu und mit der wachsenden Tonnage stieg auch der Bedarf nach weiteren Masten, um die Seetüchtigkeit zu gewährleisten. Anders als in der Antike wurde aber auf mittelalterlichen Schiffen der Fockmast erst nach dem Besanmast eingeführt, der bereits um die Mitte des 14. Jahrhunderts nachweisbar ist. Um den Segelplan auszutarieren, bestand der nächste logische Schritt darin, einen Vormast vor dem Hauptmast hinzuzufügen, welcher zuerst auf einer katalanischen Tintenzeichnung von 1409 abgebildet ist. Mit der Etablierung des Dreimasters in der europäischen Schifffahrt, angetrieben von Rah- und Lateinersegeln und gesteuert durch ein scharniertes Heckruder, war zu Beginn des 15. Jahrhunderts die technische Grundlage gegeben, um zu den großen Entdeckungsfahrten aufzubrechen.